# Resnik (Aerodrom)
Pour les articles homonymes, voir Resnik.
Resnik (en serbe cyrillique : Ресник) est une localité de Serbie située dans la municipalité d’Aerodrom (Kragujevac), district de Šumadija. Au recensement de 2011, elle comptait 1 076 habitants.
Resnik est officiellement classé parmi les villages de Serbie.

## Démographie

### Évolution historique de la population
| 1948  | 1953  | 1961  | 1971  | 1981  | 1991  | 2002  | 2011  |
| ----- | ----- | ----- | ----- | ----- | ----- | ----- | ----- |
| 1 776 | 1 761 | 1 771 | 1 497 | 1 411 | 1 322 | 1 147 | 1 076 |

|  |